# IC 5117
IC 5117 је планетарна маглина у сазвјежђу Лабуд која се налази на листи објеката дубоког неба у Индекс каталогу.
Деклинација објекта је + 44° 35' 50" а ректасцензија 21h 32m 31,0s. Привидна величина (магнитуда) објекта IC 5117 износи 11,5 а фотографска магнитуда 13,3. IC 5117 је још познат и под ознакама PK 89-5.1, CS=17.2.